# Evangelische Pfarrkirche Judenburg

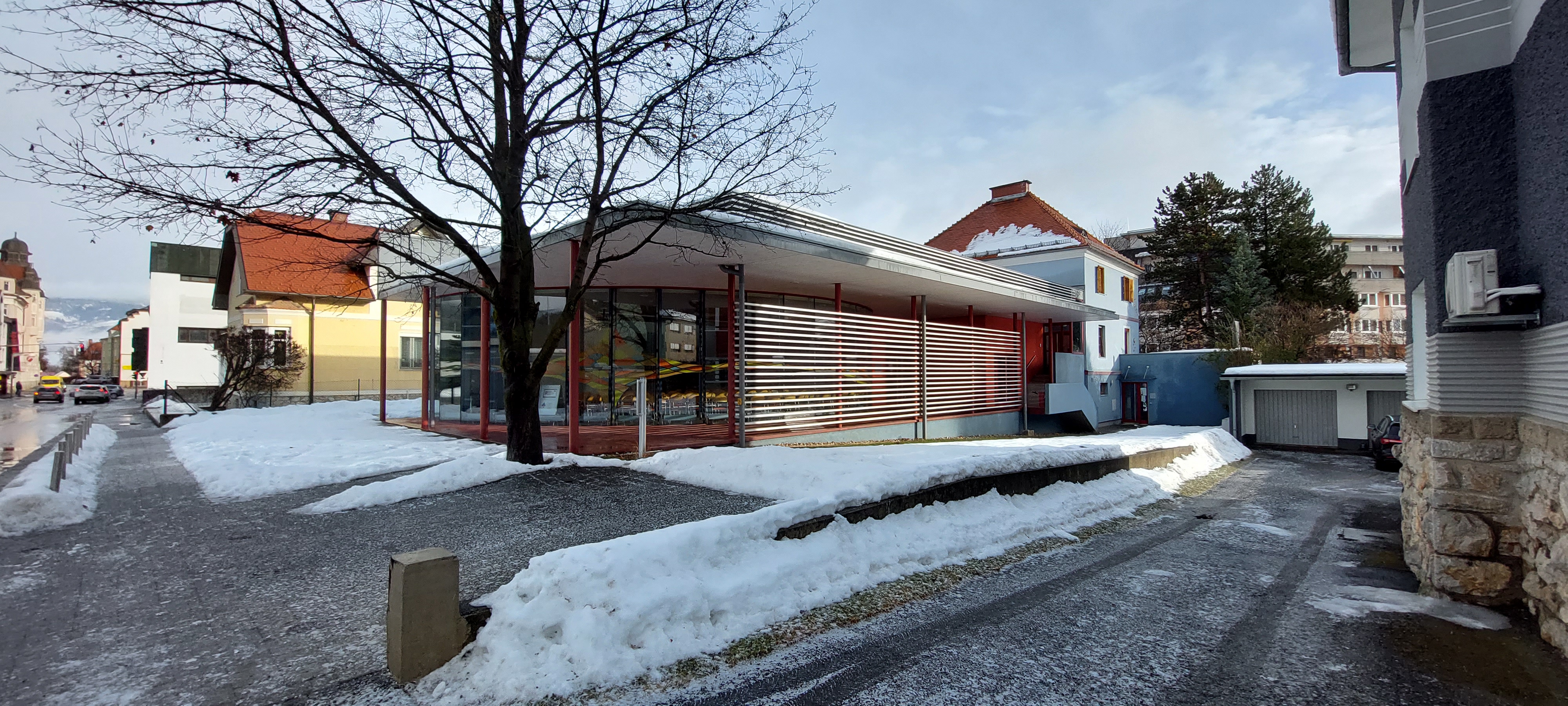
Die evangelische Pfarrkirche im Dezember 2021

Die Evangelische Pfarrkirche Judenburg ist die evangelisch-lutherische Pfarrkirche der Stadt Judenburg im Bezirk Murtal in der Steiermark. Sie gehört zur Evangelischen Superintendentur A. B. Steiermark der Evangelischen Kirche A.B. in Österreich.

## Geschichte
Im Jahre 1572 erhielt die evangelische Gemeinde Judenburg unter ihrem Prädikanten Thomas Mylius für ihre Gottesdienste die gotische Martinskapelle der Burg zugewiesen, bevor dann 1598 im Zuge der Gegenreformation das weitere Gemeindeleben unterdrückt wurde. Erst die Los-von-Rom-Bewegung, die eine größere Anzahl von Kirchenübertritten bewirkte, führte 1901 zur Einrichtung einer Predigtstation und 1918 zur Gründung einer eigenen Pfarrgemeinde.
Nach einem 1923 im deutschsprachigen Raum ausgeschriebenen Wettbewerb wurde der Gewinner, der Berliner Architekt Walter Lehweß – ein Schwager des Judenburger Pfarrers Georg Claussen – mit der Planung der Kirche beauftragt. Lehweß hatte sich unter anderem als Architekt des Rathauses in Berlin-Nikolassee sowie in Fragen der Stadtplanung einen Namen gemacht und war 1922/23 mit dem Mausoleum von Schloss Teutschenthal sowie 1927 mit dem Gemeindehaus der Kirche Nikolassee  auch im Bereich der zeitgenössischen Sakralarchitektur tätig geworden. Mit seiner Judenburger Kirche schuf Lehweß einen betont einfachen funktionalen Saalbau mit abgesondertem Altarraum, dessen parabelförmig geführter Chorbogen den traditionsbehafteten gotischen Spitzbogen durch eine statisch wirksamere moderne Form ersetzen sollte. Die Altarwand beherrschte ein Wandfresko der Kreuzigungsszene des Grazer Malers Erich Hönig.
2000 beschloss die Kirchengemeinde, den bestehenden Kirchenbau durch einen symbolträchtigen wie zukunftsweisenden Neubau zu ersetzen, dessen Errichtung 2008 zum Abschluss kam. Anstelle des geschlossenen historischen Kirchenbaus trat eine offene Struktur, die den Gottesdienst gleichsam öffentlich machen sollte. Ein von schlanken Stützen getragenes Flachdach überdeckt einen aus einer gebogenen Glasfassade gebildeten, von außen einsehbaren Kirchenraum. In der Folgezeit wurde die als Filialkirche zur Gemeinde gehörende Christuskirche in Fohnsdorf verkauft.